# Двуреченский, Валентин Иванович
Валентин Иванович Двуреченский (7 января 1936, село Большая Алексеевка, Воронежская область — 2 сентября 2014) — советский и казахстанский государственный деятель, министр сельского хозяйства Казахской ССР (1990—1992), Герой Труда Казахстана (2011).

## Биография
Родился 7 января 1936 года в селе Большая Алексеевка (ныне — в Петровском районе Тамбовской области. Русский.
В 1962 году окончил Плодоовощной институт имени И. В. Мичурина по специальности ученый-агроном; в 1982 году — Академию народного хозяйства СССР.
С 1962 года — главный агроном совхоза «Раздольный» Аулиекольского района Костанайской области.
С 1967 года — главный агроном совхоза «Буревестник» Наурзумского района Костанайской области.
С 1970 года — директор совхоза «Шевченковский» Джетыгаринского района Костанайской области.
С 1973 года — первый заместитель начальника, с 1975 года — начальник Костанайского областного управления сельского хозяйства.
С 1982 года — первый секретарь Урицкого райкома КП Казахстана Костанайской области.
С 1985 года — второй секретарь Костанайского обкома КП Казахстана.
В 1986—1992 годах — депутат Верховного Совета Казахской ССР.
С 1989 года — секретарь ЦК КП Казахстана.
С 1990 года — министр сельского хозяйства Казахской ССР.
С февраля 1992 года — генеральный директор ТОО «Костанайский НИИСХ».
Член НДП «Нур Отан».
Умер 2 сентября 2014 года.
Похоронен на городском кладбище Костаная.
С 2020 года Костанайский сельскохозяйственный институт носит его имя.

## Научная деятельность
Кандидат экономических наук (1995). Тема кандидатской диссертации: «Формирование рынка зерна в условиях многоукладной экономики».
Профессор Костанайского государственного университета имени А. Байтурсынова (с 2003).
Автор книг «Формирование рынка зерна» (г. Алматы, 1995), «Для тебя, хозяин земли» (г. Костанай, 2003), рекомендаций «Технология возделывания сельскохозяйственных культур в системе сберегающего земледелия» (2010); 50 статей.
Обладатель патентов «Сошник-прорезатель Двуреченского» (2007), «Способ беспахотной обработки почвы в паровом поле» (2010), «Способ возделывания яровых зерновых культур» (2010), «Сошник для беспахотной обработки почвы» (2010).

## Награды
- Герой Труда Казахстана (каз. Қазақстанның енбек ері) (11.11.2011)[3].
- Орден Ленина (1976),
- Орден Трудового Красного Знамени (трижды),
- Орден «Знак Почёта»,
- Орден «Отан» (1999),
- Орден «Парасат» (2005),
- Медаль «Тыңға 50 жыл»,
- Медаль «40 лет СО Россельхозакадемии 1969—2009» (2010),
- Почётная грамота Президиума Верховного Совета Казахской ССР.
- Заслуженный агроном РК.